# 譚廷襄
譚廷襄（？—1870年），字竹厓，浙江山陰人，清朝政治人物，同進士出身。
道光十三年（1833年）進士，選庶吉士，散館授刑部主事，再遷郎中。歷官直隸永平府知府，保定府知府、順天府尹、刑部侍郎。咸豐六年（1856年）出為陝西巡撫。咸豐七年（1857年）署直隸總督。咸豐八年（1858年）第二次鴉片戰爭爆發，英軍攻佔大沽砲臺，進軍天津。中英簽訂《天津條約》。因欽差大臣僧格林沁參劾，譚廷襄被革職遣戍軍臺。咸豐九年（1859年）以三品頂戴署陝西巡撫。時值英法聯軍進攻北京，款議未定，恭亲王奕訢、文祥等奏請咸豐皇帝西巡，遭譚廷襄與陝甘總督樂斌上疏反對。咸豐十一年（1861年）授山東巡撫。山東諸郡縣群盜蜂起，捻軍自安徽入山東，幅軍、長槍會、白蓮教等同時反清。僧格林沁大軍駐山東督剿，譚廷襄率兵出省協助，並督各郡縣團練防剿。同治元年（1862年）兼署河東河道總督。同治三年（1864年）入為刑部左侍郎，歷工部右侍郎兼管錢法堂事務、戶部左侍郎等職。同治五年（1866年）湖北巡撫曾國荃疏劾湖廣總督官文貪庸驕蹇，官文罷職，令廷襄署湖廣總督。同治六年（1867年）回京，署吏部侍郎，遷左都御史。再遷刑部尚書，兼署吏部。同治九年（1870年）卒，贈太子少保，諡端恪。

## 延伸阅读
[在维基数据编辑]
 《清史稿/卷426》，出自趙爾巽《清史稿》